# 皮平峰

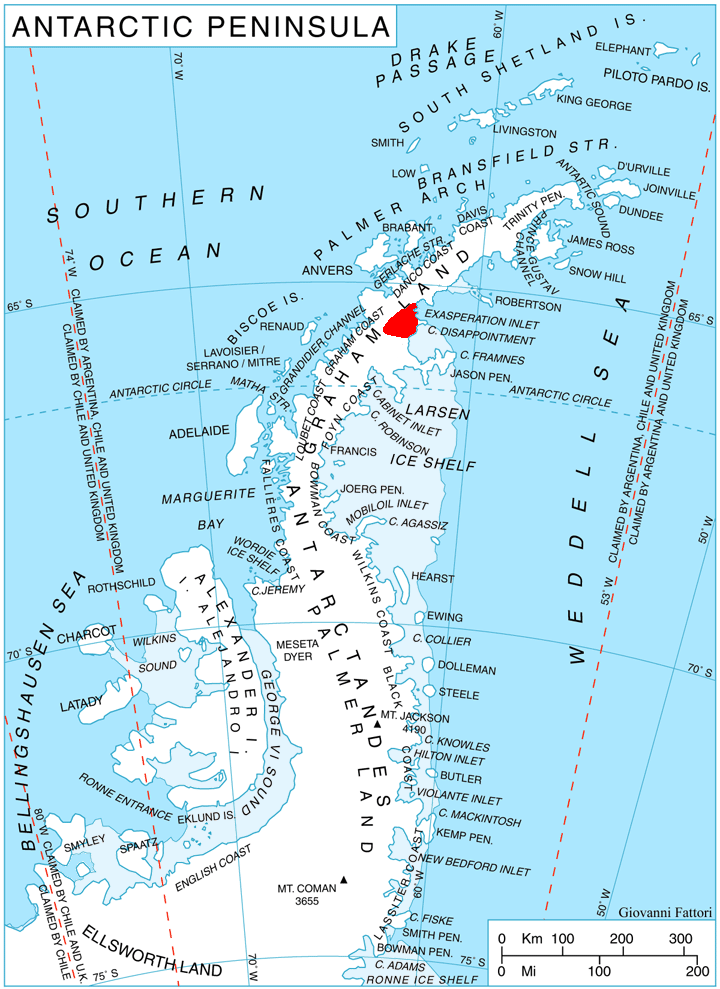

65°39′S 62°28′W / 65.650°S 62.467°W
皮平峰（英語：Pippin Peaks）是南極洲的山峰，位於葛拉漢地的奧斯卡二世海岸，屬於亞里斯多德山脈的一部分，最高點海拔高度1,160米，現時由南極條約體系管理。